# 도브리치
도브리치(불가리아어: Добрич, 오스만 터키어: Hacıoğlu Pazarcık, 루마니아어: Bazargic)는 불가리아 북동부에 있는 도시로, 도브리치 주의 주도이다. 남부 도브루자의 중심지로서 불가리아에서 여덟 번째로 인구가 많은 도시이다. 흑해 해안에서 서쪽으로 30 km 떨어져 있다.

## 역사
도브리치에 대한 최초의 기록은 기원전 4세기에서 3세기로 거슬러 올라간다. 1949년에 소련의 육군 원수 표도르 톨부힌의 이름을 따서 ‘톨부힌’으로 개칭되었으나, 1990년 현재의 이름으로 되돌려졌다.

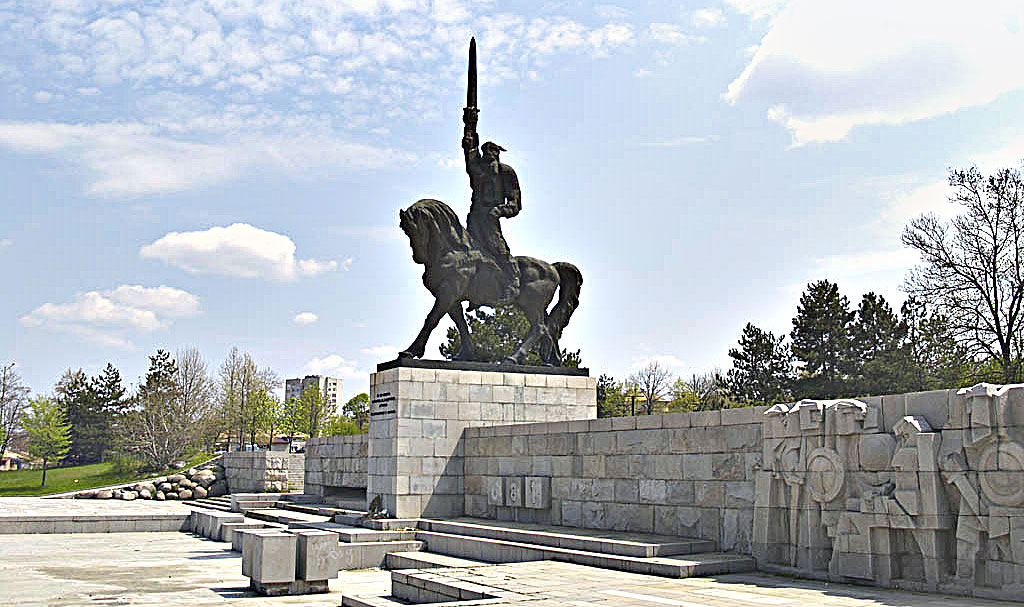
칸 아스파루흐 동상. 불가리아 제1제국 설립을 기념하기 위해 지어졌다.
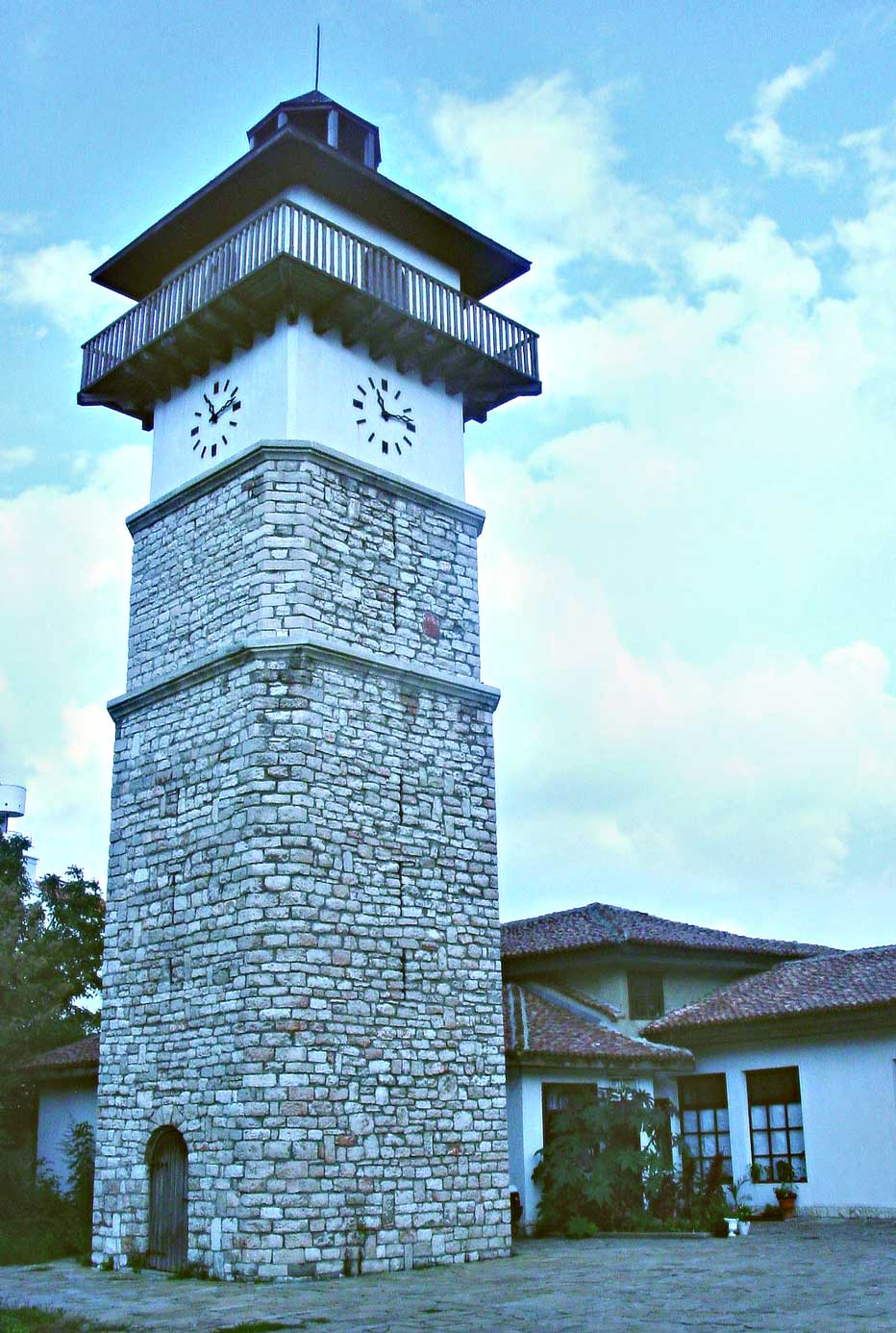
구 도브리치의 시계탑.
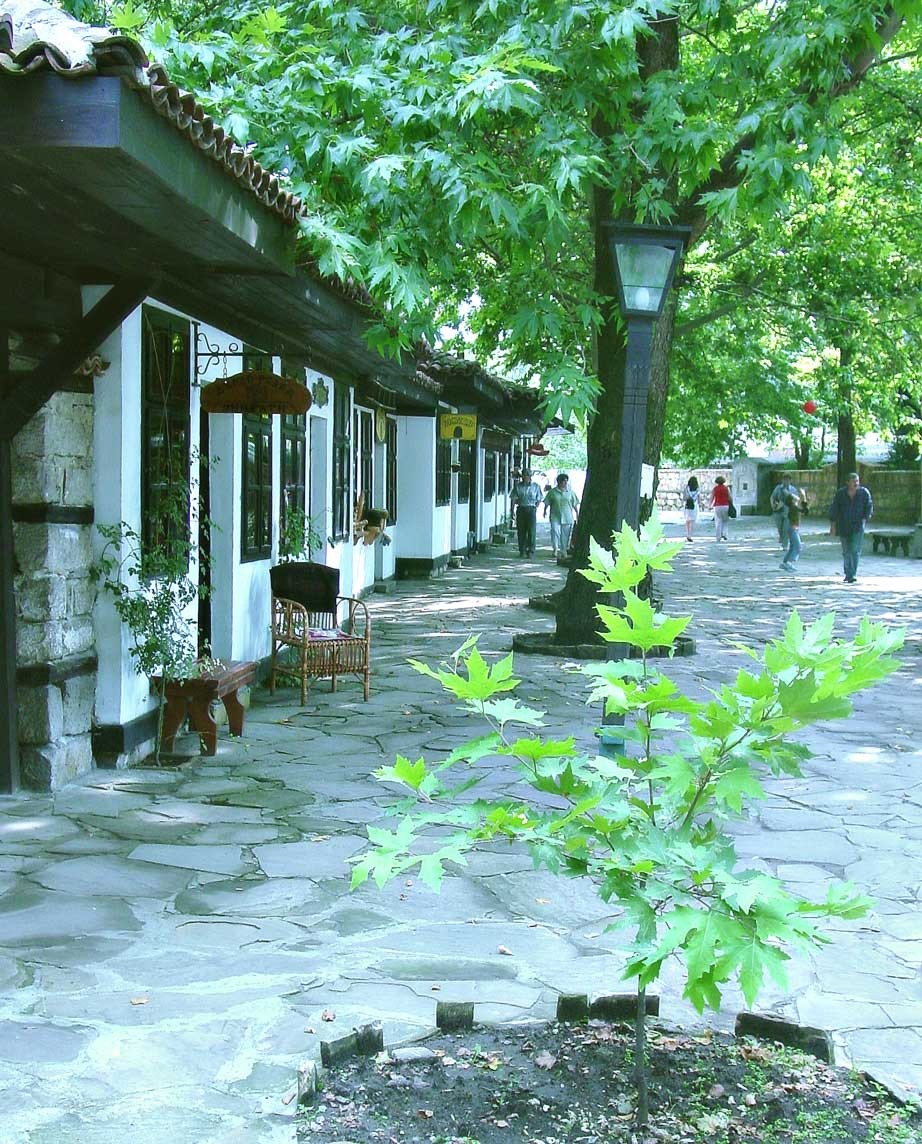
구 도브리치의 산책로.
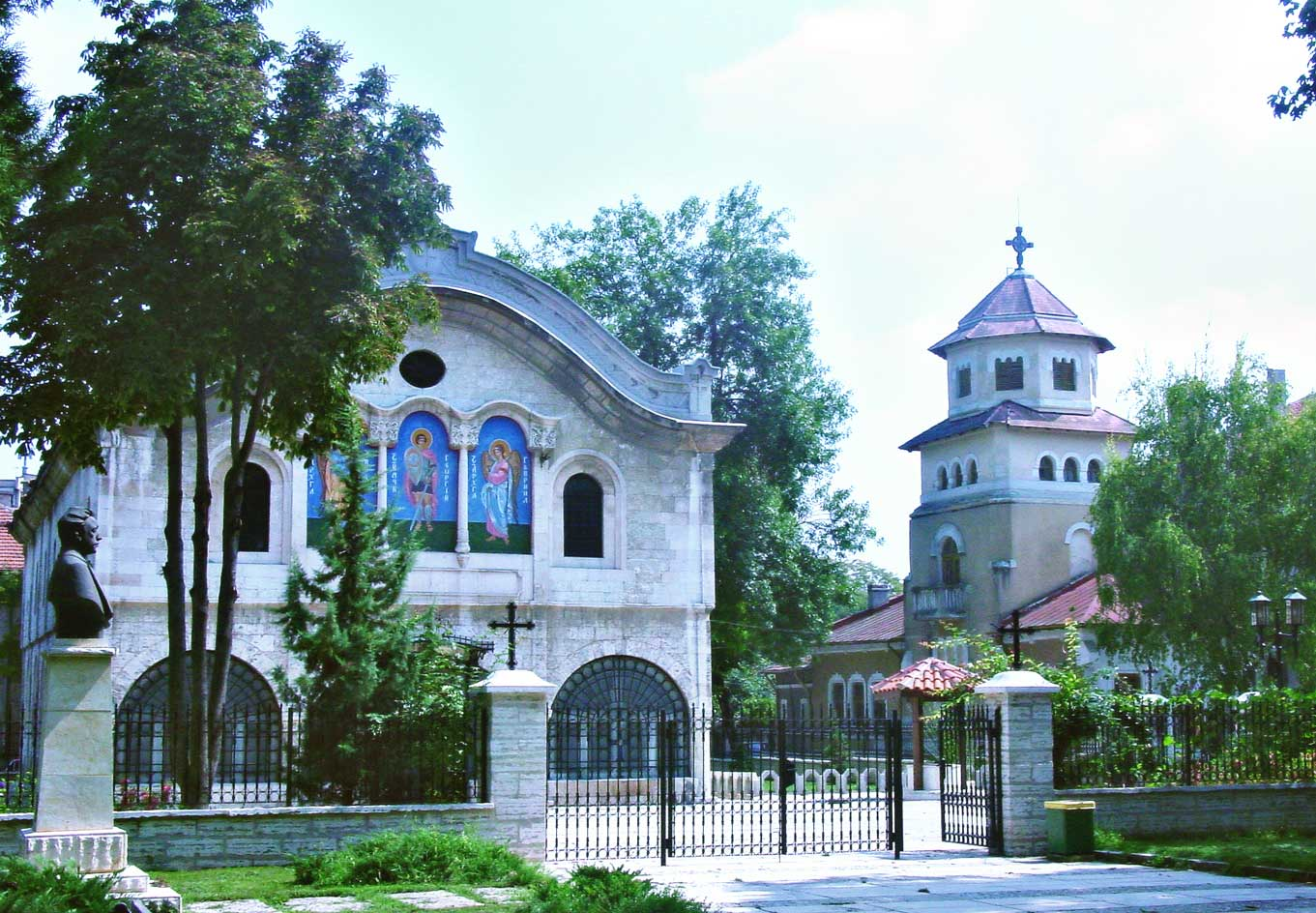
도브리치 중심에 있는 성 게오르게 교회. 콜료 보그다노프의 바실 레프스키 동상 옆에 있다.
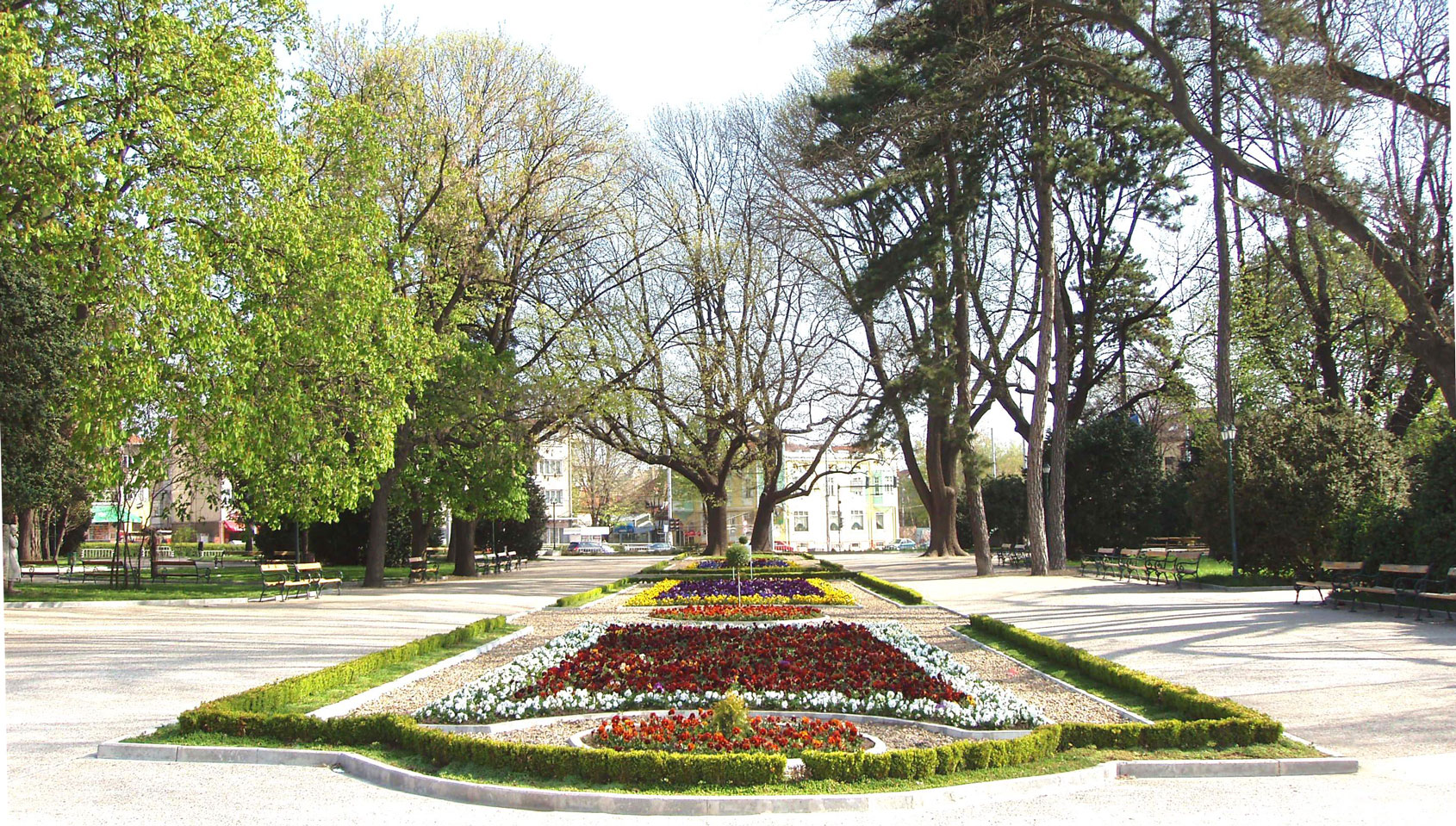
도브리치 공원 입구.
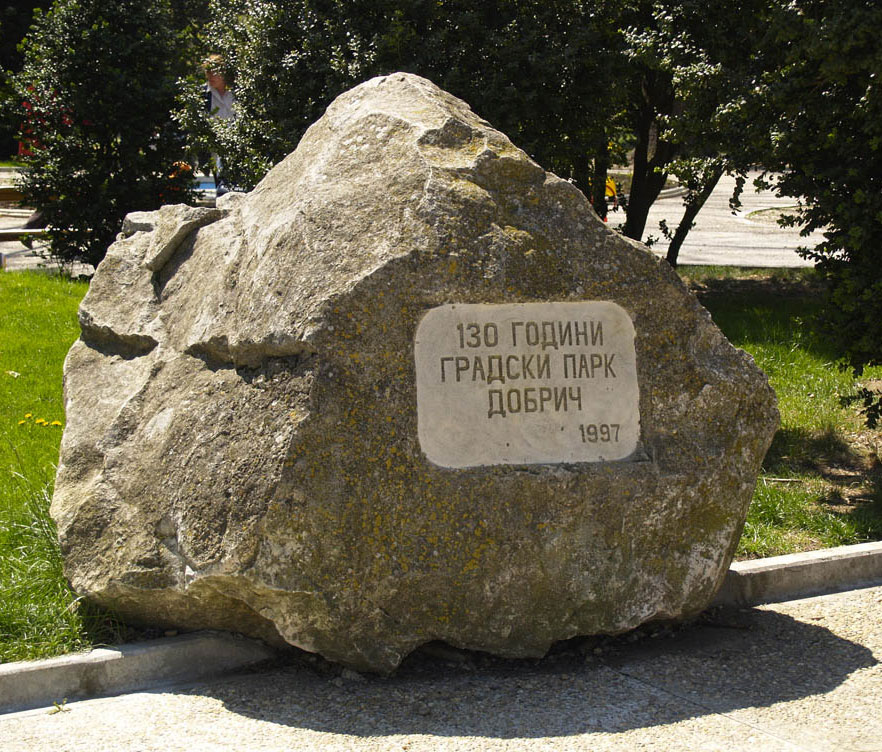
130년 시 공원 도브리치 1997.
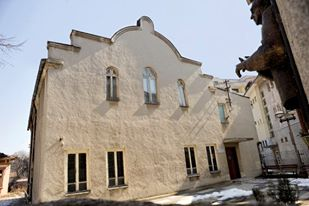
도브리치의 유대교 회당.

## 기후
| Dobrich의 기후           | Dobrich의 기후 | Dobrich의 기후 | Dobrich의 기후 | Dobrich의 기후 | Dobrich의 기후 | Dobrich의 기후 | Dobrich의 기후 | Dobrich의 기후 | Dobrich의 기후 | Dobrich의 기후 | Dobrich의 기후 | Dobrich의 기후 | Dobrich의 기후 |
| 월                       | 1월            | 2월            | 3월            | 4월            | 5월            | 6월            | 7월            | 8월            | 9월            | 10월           | 11월           | 12월           | 연간           |
| ------------------------ | -------------- | -------------- | -------------- | -------------- | -------------- | -------------- | -------------- | -------------- | -------------- | -------------- | -------------- | -------------- | -------------- |
| 일평균 최고 기온 °C (°F) | 5.4 (41.7)     | 7.1 (44.8)     | 12.9 (55.2)    | 18.3 (64.9)    | 23.2 (73.8)    | 26.7 (80.1)    | 29.8 (85.6)    | 29.9 (85.8)    | 25.1 (77.2)    | 19.0 (66.2)    | 12.5 (54.5)    | 6.3 (43.3)     | 18.0 (64.4)    |
| 일일 평균 기온 °C (°F)   | 1.2 (34.2)     | 2.7 (36.9)     | 7.4 (45.3)     | 12.7 (54.9)    | 18.2 (64.8)    | 21.7 (71.1)    | 24.2 (75.6)    | 24.2 (75.6)    | 20.0 (68.0)    | 14.0 (57.2)    | 8.5 (47.3)     | 3.2 (37.8)     | 13.2 (55.8)    |
| 일평균 최저 기온 °C (°F) | −1.9 (28.6)    | −0.6 (30.9)    | 2.0 (35.6)     | 7.1 (44.8)     | 12.3 (54.1)    | 15.8 (60.4)    | 17.7 (63.9)    | 17.5 (63.5)    | 13.9 (57.0)    | 9.0 (48.2)     | 4.5 (40.1)     | 1.2 (34.2)     | 8.2 (46.8)     |
| 평균 강수량 mm (인치)    | 40 (1.6)       | 35 (1.4)       | 35 (1.4)       | 46 (1.8)       | 51 (2.0)       | 56 (2.2)       | 47 (1.9)       | 39 (1.5)       | 42 (1.7)       | 39 (1.5)       | 55 (2.2)       | 52 (2.0)       | 537 (21.1)     |
| 출처: Climate-data       |                |                |                |                |                |                |                |                |                |                |                |                |                |